# Sean Callan
Sean Callan (14 de diciembre de 1999) es un futbolista irlandés que juega de defensa central en el Shamrock Rovers de la Premier Division.

## Carrera deportiva
Callan comenzó su carrera deportiva en el Shamrock Rovers, en 2019, aunque esa misma temporada se marchó cedido al Wexford F. C..
Para la temporada de 2020 regresó al Shamrock Rovers, con el que jugó 11 partidos, en los que además marcó un gol, contribuyendo al título de liga conseguido por el club.

## Clubes
| Club                   | País    | Año       |
| ---------------------- | ------- | --------- |
| Shamrock Rovers        | Irlanda | 2019-Act. |
| Wexford F. C. (cedido) | Irlanda | 2019      |

## Palmarés

### Títulos nacionales
| Título           | Club            | País    | Año  |
| ---------------- | --------------- | ------- | ---- |
| Premier Division | Shamrock Rovers | Irlanda | 2020 |